# Грос-Тецлебен
Грос-Тецлебен (нем. Groß Teetzleben) — община в Германии, в земле Мекленбург-Передняя Померания.
Входит в состав района Деммин. Подчиняется управлению Трептовер Толлензевинкель.  Население составляет 711 человек (на 31 декабря 2010 года). Занимает площадь 21,67 км².
Коммуна подразделяется на 5 сельских округов.